# Saint-Donat-sur-l'Herbasse
Saint-Donat-sur-l'Herbasse este o comună în departamentul Drôme din sud-estul Franței. În 2009 avea o populație de 3.825 de locuitori.

## Evoluția populației
| An        | 1975  | 1982  | 1990  | 1999  | 2006  | 2009  |
| --------- | ----- | ----- | ----- | ----- | ----- | ----- |
| Populație | 2.141 | 2.233 | 2.658 | 3.132 | 3.451 | 3.825 |